# Українсько-бутанські відносини
Українсько-бутанські відносини — відносини між Королівством Бутан та Україною.
Між країнами досі не встановлено дипломатичних відносин. Права та інтереси громадян України в Бутані захищає Посольство України в Індії.